# نبرد نوگیمیا
نبرد نوگیمیا (به ژاپنی: 野木宮合戦 のぎみやかっせんi)، یکی از نبردهای وابسته به جنگ گنپی مابین خاندان تایرا و خاندان میناموتو در تاریخ ۱۸ مارس ۱۱۸۳ در ولایت شیموتسوکه بود. نبردی بود که بین میناموتو نو یوریتومو و عموی او میناموتو نو یوشیهیرو (شیدا یوشیهیرو) درگرفت.

## زمینه
شیدا یوشیهیرو سومین پسر میناموتو نو تامه‌یوشی و عموی میناموتو نو یوریتومو بود. در سال ۱۱۸۰، یوریتومو ارتشی را برای سرنگونی خاندان تایرا تشکیل داد و دولتی در کاماکورا تأسیس کرد، اما یوشیهیرو در آن شرکت نکرد و در شینتا سو، ولایت هیتاچی (شهر ایناشیکی، استان ایباراکی) زندگی می‌کرد.
در فوریه ۱۱۸۳، ملازمان میناموتو نو یوریتومو در ولایت سوروگا بودند تا با خاندان تایرا که شایعه شده بود به کاماکورا حمله خواهند کرد، بجنگند.
در روی بیستم فوریه، شیدا یوشیهیرو ارتشی را برای حمله به کاماکورا تشکیل داد و بیش از ۳۰۰۰۰ سواره نظام را به سمت نوگیمیا در ولایت شیموتسوکه رهبری کرد.
میناموتو نو یوریتومو به شیموکوبه یوریهارا و اویاما توموماسا سپرد تا با این وضعیت مقابله کنند.
در پایان این نبرد نیروهای میناموتو نو یوریتومو به پیروزی رسیدند.